# ویاچسلاف سوبچنکو
ویاچسلاف سوبچنکو (روسی: Вячеслав Георгиевич Собченко؛ زادهٔ ۱۸ آوریل ۱۹۴۹) بازیکن واترپلو اهل شوروی بود.